# Can't Feel My Face
Singles de The Weeknd
The Hills
(2015) In the Night
(2015)
Clip vidéo
[vidéo] « Can't Feel My Face », sur YouTube
Can't Feel My Face est une chanson du chanteur canadien The Weeknd, sortie le 8 juin 2015. Elle est sortie en tant que troisième single extrait de son 2e album studio Beauty Behind the Madness. Le morceau a été écrit par Abel Tesfaye, Ali Payami, Savan Kotecha, Max Martin et Peter Svensson. 
Can't Feel My Face a eu un accueil critique et commercial positif. Des critiques ont comparé le son de la chanson aux œuvres de Michael Jackson et le magazine Rolling Stone l'a classée comme la meilleure chanson de 2015. Elle a également été nommée pour deux Grammy Awards : Enregistrement de l'année et Meilleure prestation pop solo. Can't Feel My Face est la première chanson de l'artiste à être classée n° 1 au classement américain Billboard Hot 100.

## Historique et composition
Can't Feel My Face a fuité fin mai 2015. Le single est officiellement sorti le 8 juin 2015, à la suite d'une performance de The Weeknd lors de la conférence mondiale des développeurs d'Apple (Apple WWDC 2015) le même jour.
La chanson est composée dans la tonalité de la mineur et a un tempo de 108 battements par minute. La gamme vocale s'étend de mi3 à mi5. De multiples sources ont interprété les paroles comme traitant de la cocaïne, référencée également par The Weeknd lui-même dans sa chanson Reminder : « I just won a new award for a kids show, Talking 'bout a face numbing off a bag of blow » (« Je viens de gagner un nouveau prix pour une émission pour enfants, je parle d'un visage engourdi par un sac de cocaïne »),,. Musicalement, Alice Vincent du Daily Telegraph caractérise Can't Feel My Face comme étant « une chanson pop optimiste chargée de synthés », tandis qu'Andy Kellman d'AllMusic décrit le titre comme « une chanson élégante de disco-funk rétro-moderne ».
En juillet 2019, la chanson devient la 3e de l'artiste à atteindre le milliard de vues sur YouTube.

## Performances en public
Le chanteur a interprété sa chanson pour la première fois au Apple WWDC 2015, le jour de la sortie numérique du single. Le 10 juillet 2015, lors de son 1989 World Tour dans la ville de East Rutherford, la chanteuse Taylor Swift a fait monter sur scène le chanteur pour interpréter son tube. The Weeknd a également chanté son hit en live lors de la cérémonie des MTV Video Music Awards 2015.

## Classements et certifications

### Classements
| Classement (2015-16)                    | Meilleure position |
| --------------------------------------- | ------------------ |
| Afrique du Sud (EMA)                    | 1                  |
| Allemagne (GfK Entertainment)           | 14                 |
| Australie (ARIA)                        | 2                  |
| Australie (ARIA Urban)                  | 1                  |
| Autriche (Ö3 Austria Top 40)            | 14                 |
| Belgique (Flandre Ultratop 50 Singles)  | 13                 |
| Belgique (Flandre Ultratop R&B/Hip-Hop) | 3                  |
| Belgique (Wallonie Ultratop 50 Singles) | 24                 |
| Canada (Hot 100)                        | 1                  |
| Canada (CHR/Top 40)                     | 1                  |
| Canada (Hot AC)                         | 1                  |
| Corée du Sud (Gaon International)       | 13                 |
| Danemark (Tracklisten)                  | 1                  |
| Écosse (OCC)                            | 7                  |
| Espagne (PROMUSICAE)                    | 12                 |
| États-Unis (Hot 100)                    | 1                  |
| États-Unis (Adult Contemporary)         | 13                 |
| États-Unis (Adult Pop Songs)            | 2                  |
| États-Unis (Dance Club Songs)           | 20                 |
| États-Unis (R&B/Hip-Hop Songs)          | 1                  |
| États-Unis (Pop Airplay)                | 1                  |
| États-Unis (Rhythmic Songs)             | 1                  |
| Finlande (Suomen virallinen lista)      | 11                 |
| France (SNEP)                           | 5                  |
| Hongrie (Rádiós Top 40)                 | 34                 |
| Hongrie (Single Top 40)                 | 11                 |
| Irlande (IRMA)                          | 2                  |
| Islande (RÚV)                           | 1                  |
| Italie (FIMI)                           | 9                  |
| Japon (Hot 100)                         | 45                 |
| Japon (Hot Overseas)                    | 1                  |
| Liban (Top 20 libanais)                 | 6                  |
| Mexique (Mexico Airplay)                | 1                  |
| Nouvelle-Zélande (RMNZ)                 | 1                  |
| Norvège (VG-lista)                      | 5                  |
| Pays-Bas (Nederlandse Top 40)           | 2                  |
| Pays-Bas (Single Top 100)               | 3                  |
| Pologne (ZPAV)                          | 9                  |
| Portugal (AFP)                          | 9                  |
| Royaume-Uni (UK Singles Chart)          | 3                  |
| Royaume-Uni (UK R&B Chart)              | 1                  |
| Slovénie (SloTop50)                     | 12                 |
| Suède (Sverigetopplistan)               | 6                  |
| Suisse (Schweizer Hitparade)            | 8                  |
| Tchéquie (IFPI Singles Digitál)         | 2                  |
| Venezuela (Record Report)               | 93                 |
| Venezuela (Top Anglo)                   | 2                  |
| Venezuela (Top Pop)                     | 16                 |

| Classement (2015)                  | Position |
| ---------------------------------- | -------- |
| Allemagne (GfK Entertainment)      | 47       |
| Australie (ARIA)                   | 12       |
| Australie (ARIA Urban)             | 6        |
| Autriche (Ö3 Austria Top 40)       | 55       |
| Belgique (Ultratop 50 Flandre)     | 56       |
| Canada (Canadian Hot 100)          | 8        |
| CEI (Tophit)                       | 63       |
| Danemark (Tracklisten)             | 12       |
| États-Unis (Hot 100)               | 12       |
| États-Unis (Adult Contemporary)    | 30       |
| États-Unis (Adult Top 40)          | 14       |
| États-Unis (Hot R&B/Hip-Hop Songs) | 5        |
| États-Unis (Mainstream Top 40)     | 3        |
| États-Unis (Rhythmic)              | 1        |
| Hongrie (Single Top 40)            | 60       |
| Israël (Media Forest)              | 6        |
| Italie (FIMI)                      | 35       |
| Nouvelle-Zélande (RMNZ)            | 10       |
| Pays-Bas (Nederlandse Top 40)      | 10       |
| Pays-Bas (Single Top 100)          | 20       |
| Royaume-Uni (UK Singles Chart)     | 21       |
| Russie Airplay (Tophit)            | 61       |
| Suède (Sverigetopplistan)          | 25       |
| Suisse (Schweizer Hitparade)       | 38       |
| Ukraine Airplay (Tophit)           | 148      |

| Classement (2016)                  | Position |
| ---------------------------------- | -------- |
| Argentine (Monitor Latino)         | 29       |
| Australie Urban (ARIA)             | 20       |
| Canada (Canadian Hot 100)          | 36       |
| États-Unis (Hot 100)               | 72       |
| États-Unis (Hot R&B/Hip-Hop Songs) | 47       |
| France (SNEP)                      | 132      |
| Israël (Media Forest)              | 32       |
| Royaume-Uni (UK Singles Chart)     | 79       |
| Suisse (Schweizer Hitparade)       | 97       |

| Classement (2010–2019)             | Position |
| ---------------------------------- | -------- |
| Royaume-Uni (UK Singles Chart)     | 97       |
| États-Unis (Hot 100)               | 63       |
| États-Unis (Hot R&B/Hip-Hop Songs) | 29       |

| Classement (1958-2018) | Position |
| ---------------------- | -------- |
| États-Unis (Hot 100)   | 355      |

### Certifications
| Région | Certification | Ventes/Streams |
| --- | ------------- | -------------- |
| Allemagne (BM) | Platine       | 400 000^       |
| Australie (ARIA) | 4 × Platine   | 280 000^       |
| Belgique (BEA) | Platine       | 30 000*        |
| Canada (Music Canada) | 8 × Platine   | 640 000^       |
| Danemark (IFPI) | 2 × Platine   | 120 000^       |
| Espagne (PME) | 2 × Platine   | 80 000^        |
| France (SNEP) | Or            | 75 000*        |
| Italie (FIMI) | 2 × Platine   | 150 000*       |
| Nouvelle-Zélande (RMNZ) | 3 × Platine   | 45 000*        |
| Norvège (IFPI) | Platine       | 40 000*        |
| Pologne (ZPAV) | 3 × Platine   | 60 000*        |
| Suède (GLF) | 6 × Platine   | 240 000x       |
| Royaume-Uni (BPI) | 2 × Platine   | 399 117        |
| États-Unis (RIAA) | 8 × Platine   | 8 000 000^     |
| *Ventes selon la certification ^Mise en rayon selon la certification xNon précisé par la certification ‡ventes/streaming selon la certification |               |                |